# Google Checkout
Google Checkout fue un servicio de pagos en línea seguro que es proporcionado gratuitamente por  Google, y que a su vez permite simplificar el proceso de pago por la compras en línea.  Los usuarios almacenan su tarjeta de crédito o débito y la información de envío en su cuenta de Google, así que ellos pueden comprar en las tiendas que tienen el servicio clicando un botón. Google Checkout también ofrece protección contra fraudes, así como una página para el seguimiento de las compras y su condición.
Google Checkout fue gratuito para los comerciantes hasta el 1 de febrero de 2008. Desde esa fecha Google carga a los comerciantes un 2% más un $0,30 por transacción (1,5% + €0,15 para los comerciantes de UK). También desde esta fecha, a los comerciantes que se anuncian con cuentas AdWords no se les cargarán cuotas en transacciones mensuales que sean menores a diez veces su gasto mensual en AdWords.
Antes de ser lanzado hubo especulaciones tempranas de que Google estaba construyendo un producto para competir con PayPal. De cualquier forma, el alcance de Google Checkout está enfocado en permitir realizar pagos en un solo paso desde un comprador a un vendedor. A diferencia de PayPal, Google Checkout no permite el uso de fondos almacenados, ni tampoco de pagos de persona a persona. 
eBay (propietario de PayPal) provocó algunas controversias cuando incluyó el Checkout de Google en su lista de métodos de pago bloqueados, previniendo a los usuarios de eBay de utilizarlo.
El servicio de Google Checkout estuvo disponible por primera vez en Estados Unidos el 28 de junio de 2006. Este servicio estuvo disponible luego en el Reino Unido el 13 de abril de 2007.